# زهرون عمارة
زهرون الملا خضر بن بدران بن قارجار ال زهرون عمارة والملقب ب (زهرون عمارة) صائغ فضة عراقي ولد في محافظة العمارة من الديانة الصابئة المندائية عرفه تقريبا كل اشراف وملوك العالم.

## قصته مع امراء البحرين
كانوا امراء مملكة البحرين عندما يقبلون على الزوج أو عند حصول حفلات ومناسبات يذهبون إلى زهرون بالؤلؤ بكميات كبيرة دون ان يحصوها أو يعدوها ليصنع لهم قلادات أو اساور وغيرها من الزينة
وفي يوم أحداً من عماله رزق بمولود انثى فطلب من زهرون ان يصنع لها اقراطا من لؤلؤ امراء البحرين لكنه رفض وقال له قل للامير اولا ان وافق سوف اصنع لك واحدا
وعندما جاء الأمير قال له زهرون عما حصل مع العامل فقال له الامير يا زهرون المال مالك ونحن نثق بك ثقة عمياء فلمادا حرمته من هدا الطلب البسيط فقام بأهداء العامل ما يريد.

## قصته مع الملك فيصل وملكة بريطانيا
بعد الاحتلال الإنكليزي للعراق أصبح زهرون صائغ الملوك والامراء والساسة الكبار سواء من داخل العراق أو من خارجه ومنهم الملك فيصل الاول والملك غازي والجنرال مود ومن خلال تكليفه من جميع هؤلاء صاغ للملكة اليزابيث والملك ادور عدة تحف وهدايا فضية تتباهى بها المتاحف الاوربية إلى الآن وصاغ زهرون
لوزير الحربية البريطاني ونستون تشرشل علبة سيكار من الفضة بتكليف من الجنرال مود وقد رسم على وجه العلبة صورة تشرشل رافعا يده وفي الوجه الاسفل
صورة المدمرة البريطانية فكتوريا.

وصاغ أيضا عدة تحف إلى فاروق ملك مصر.
ويعد زهرون أول من دخل الالوان إلى ما تسمى بالمينا إلى العراق بواسطة فرن الصياغة الذي اتى به من الهند.

## اقرأ أيضا
- الصابئة
- لميعة عباس
- عبد الجبار عبد الله